# 上海市华东模范中学
上海市华东模范中学，创办于1945年，位于上海市延安中路富民路43号、50号，是第二批上海市实验性示范性高中。

## 沿革
1945年夏，华东模范中学由之江大学学生筹建，校址在曹家渡康定路永和邨内。学生多为贫寒子弟，约300人。不久左淑东抵达学校从事中共地下工作，之后杨学敏到校加强领导。学校是西区教师运动基地。上海战役期间，因形势需要与复夏中学合并。上海战役后，教师和部分学生参加中国人民解放军对上海的接管工作，学校即告结束。1983年，学校经市教育局决定在富民路43号复校。2005年，被命名为上海市实验性示范性高中学校。